# Ведад Ибишевич
Ведад Ибишевич (на бошняшки Vedad Ibišević) е босненски футболист роден на 6 август 1984 в Власеница, Босна и Херцеговина. От 2020 година е футболист на немския Шалке 04 (Гелзенкирхен). Смятан е за най-добрия футболист от Босна и Херцеговина.